# UMS-1000
UMS-1000" — тип катеров украинского производства.

## История
Катер производится по американской лицензии киевской компанией ООО "UMS-BOAT". Предназначен для несения патрульной службы и других аналогичных функций, перевозки людей и малогабаритных грузов на реках, водохранилищах и в прибрежной зоне морей.
В 2011 году для морской охраны ГПСУ были заказаны и в 2012 году - поставлены четыре малых патрульных катера типа UMS-1000.
6 октября 2014 на вооружение Одесского отряда морской охраны ГПСУ передали ещё один катер UMS-1000.
7 июля 2015 при выходе из корабельно-катерной стоянки в бухте Мариуполя подорвался на мине и затонул малый катер "BG-22" типа UMS-1000 из состава Мариупольского отряда морской охраны ГПСУ. Из находившихся на борту семи человек погибли 2 человека (капитан и находившийся на борту житель Мариуполя), 5 пограничников получили ранения. В дальнейшем, повреждённый катер был поднят, отремонтирован и возвращён в строй 26 мая 2017 года (расходы на ремонт составили 2,5 млн. гривен).
В августе 2016 года начались испытания модернизированного варианта катера, имевшего конструктивные отличия от катеров UMS-1000, построенных в 2011-2014 гг. для морской охраны ГПСУ: были изменены обводы корпуса, длина которого увеличилась с 11,4 до 12 метров; установлены более мощные двигатели (обеспечивающие скорость до 38 узлов).
16 ноября 2018 года был спущен на воду катер UMS-1000 PC 12 M-2 (вариант, оснащённый более мощными двигателями), который 23 декабря 2018 года был включён в состав Мариупольского отряда морской охраны ГПСУ под наименованием "BG-25".

## Описание
Катер, с остроскулыми обводами корпуса, с двумя стационарными дизельными двигателями. 
На катере установлена ходовая рубка. Из ходовой рубки предусмотрен проход в носовую каюту, гальюн, камбуз и в кормовую часть катера. Предусмотрены проходы по палубе вдоль правого и левого борта судна. В кормовой части судна расположен моторный отсек.
Корпус цельносварной, толщиной 6 мм, изготовлен из алюминиево-магниевого сплава марки 5083.
Ёмкость топливных баков - 1,05 тонн дизельного топлива.
На катер устанавливаются 125-литровый бак с пресной водой, радиопередатчик, GPS-приёмник и радар типа ICOM MR 1000RII. Кроме того, при необходимости могут быть установлены крепление для пулемёта, сирена, громкоговоритель, проблесковые маячки и один или два поисковых прожектора.

## Модификации
- UMS-1000 - стандартный вариант с двумя моторами Volvo Penta D6-330[11]
- пожарный катер UMS-1000 - проект, разработанный и предложенный для ГСЧС Украины[12]
- UMS-1000 PC 12 M-2 - вариант катера с двумя моторами Volvo Penta D8-600 и двумя водомётами Rolls-Royce FF310, которые обеспечивают максимальную скорость до 45,5 узлов[9].

## Страны-эксплуатанты
- Украина - морская охрана ГПСУ